# Bischofstetten
Bischofstetten osztrák mezőváros Alsó-Ausztria Melki járásában. 2025 januárjában 1196 lakosa volt. 

## Elhelyezkedése

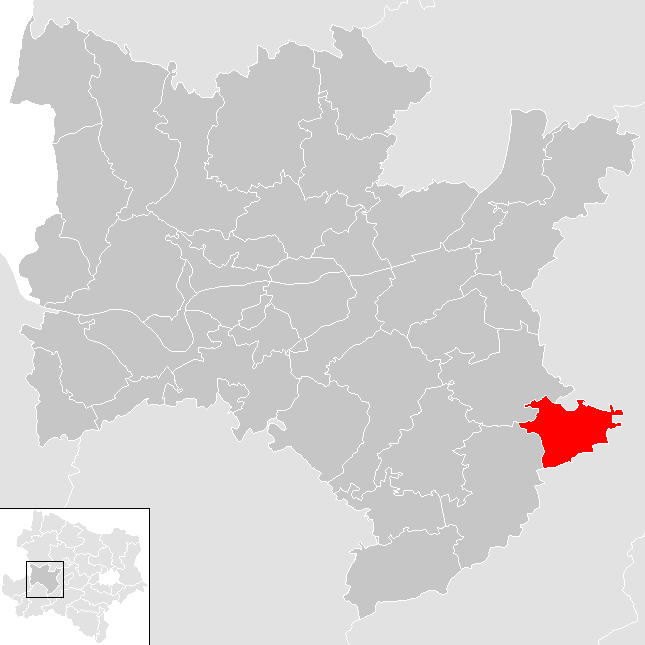
Bischofstetten a Melki járásban

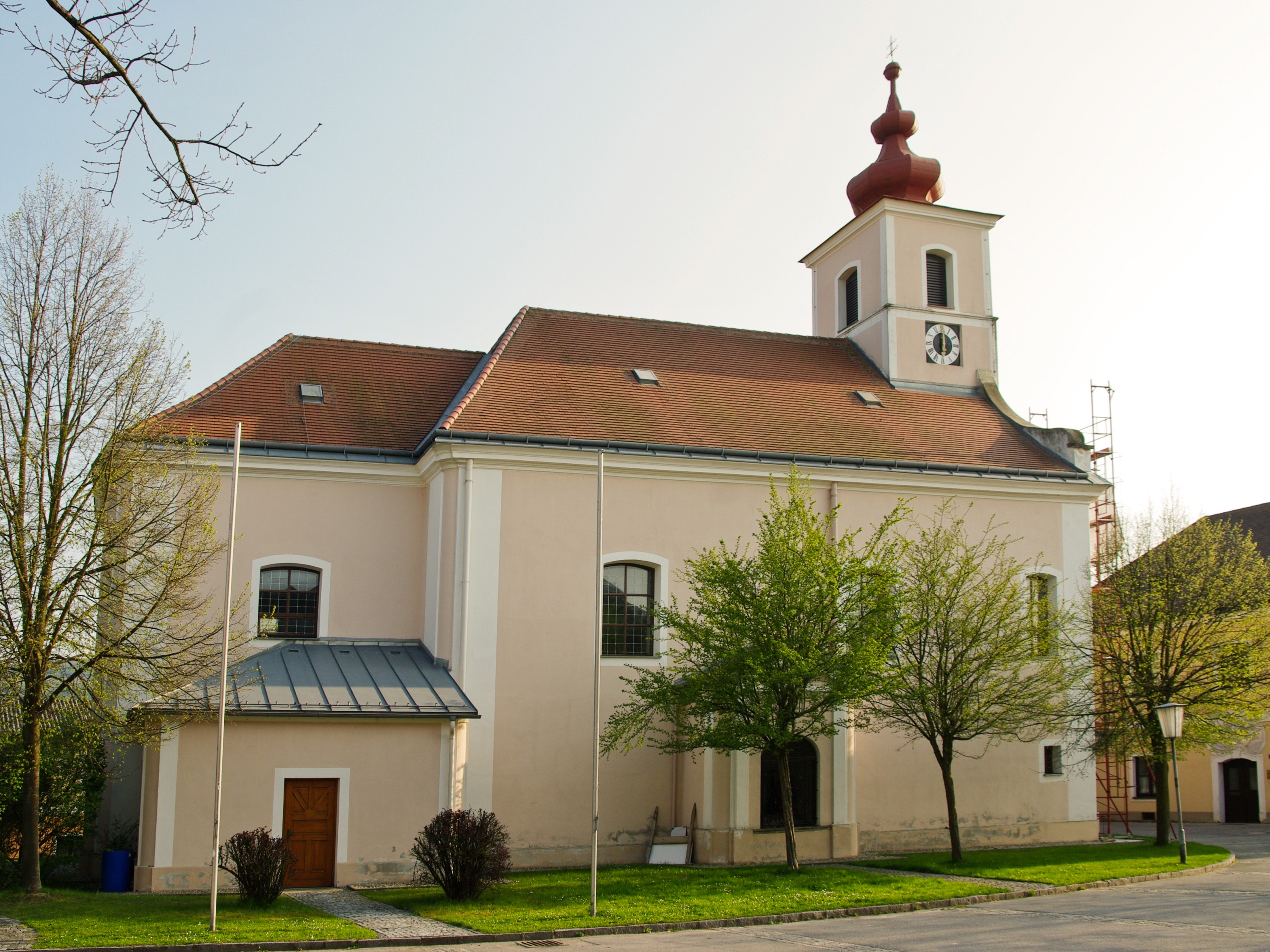
A Szt. Agáta-plébániatemplom

Bischofstetten a tartomány Mostviertel régiójában fekszik a Sierning folyó mentén. Területének 23,9%-a erdő, 69% áll mezőgazdasági művelés alatt. Az önkormányzat 23 települést egyesít: Bischofstetten (688 lakos 2025-ben), Buchgraben (16), Christenberg (38), Dörfl (42), Großa (9), Grünwies (18), Haag (31), Haberg (10), Hanau (28), Hintergrub (17), Mitterschildbach (14), Neubing (35), Niederbauern (5), Oberschildbach (14), Oberweg (8), Rametzhofen (32), Sierning (22), Strohdorf (31), Tonach (74), Unterschildbach (31),  Unterweg (7), Winkelsdorf (17) és Zauching (9). 
A környező önkormányzatok: északra Sankt Margarethen an der Sierning, északkeletre Ober-Grafendorf, keletre Weinburg, délre Hofstetten-Grünau, délnyugatra Kilb, északnyugatra Hürm.

## Története
Bischofstetten Ausztria egyik legrégebbi egyházközsége; már a 9. században is állt itt püspöki keresztelőtemplom.
Az osztrák címjegyzék szerint 1938-ban Bischofstetten községben egy pék, egy építési vállalkozó, egy szobrász, egy hentes, három kocsmáros, két vegyeskereskedő, egy bába, egy kőművesmester, két nyerges, egy lakatos, két kovács, három szabó és egy varrónő, négy cipész, három ács, két marhakereskedő, két kovácsmester, egy cementgyáros és egy ácsmester élt. Volt egy tejtermelő szövetkezet és egy takarékpénztár is.

## Lakosság
A bischofstetteni önkormányzat területén 2025 januárjában 1196 fő élt. Lakosságszáma 1951 óta enyhén gyarapodó tendenciát mutat. 2023-ban az ittlakók 92%-a volt osztrák állampolgár; a külföldiek közül 0,6% a régi (2004 előtti), 5,2% az új EU-tagállamokból érkezett. 1,3% a volt Jugoszlávia (Horvátország és Szlovénia kivételével) vagy Törökország; 1% egyéb ország polgára volt. 2001-ben a lakosok 91%-a római katolikusnak, 0,5% evangélikusnak, 1,9% ortodoxnak, 2,4% mohamedánnak, 4,2% pedig felekezeten kívülinek vallotta magát. Ugyanekkor 4 magyar élt a mezővárosban; a legnagyobb nemzetiségi csoportot a német anyanyelvűeken (94,4%) kívül a szerbek alkották 6 fővel.  
A népesség változása:

| 2016 | 1 228 |
| 2018 | 1 176 |

## Látnivalók
- a Szt. Agáta-plébániatemplom
- a 18. századi plébánia